# San Ignacio (Misiones)
San Ignacio – miasto w prowincji Misiones w Argentynie nad rzeką Parana. Ośrodek administracyjny departamentu San Ignacio.